# Kattygelbackarna naturreservat
Kattygelbackarna naturreservat är ett naturreservat i Strömsunds kommun i Jämtlands län.
Området är naturskyddat sedan 2024 och är 49 hektar stort. Reservatet ligger sydväst om Hammerdal och består av lövträdsrik grannaturskog. 